# Dino Gifford
Dino Gifford (Livorno, 6 gennaio 1917 – Firenze, 5 novembre 2013) è stato un calciatore italiano, di ruolo centrocampista.

## Biografia
Mediano, ha disputato due campionati di Serie A dal 1937 al 1939 con le maglie di Livorno e Modena, per complessive 17 presenze in massima serie. Dopo il ritiro si trasferì a Firenze.
È scomparso nel 2013 all'età di 96 anni; era il più anziano calciatore del Modena ancora vivente.